# Grupo simple
En el álgebra moderna, y concretamente, en teoría de grupos, un grupo simple es un grupo no trivial con exactamente dos subgrupos normales: el subgrupo trivial y él mismo.

## Grupos simples finitos
La importancia de los grupos finitos simples se debe a que en cierto sentido son los "bloques" que forman todos los grupos finitos, de igual forma que los números primos forman los enteros. Así, todo grupo finito admite una serie de composición {\displaystyle 1=H_{0}\triangleleft H_{1}\triangleleft \cdots \triangleleft H_{n}=G,} siendo n la longitud de la serie y donde cada factor de composición Hi+1 / Hi es un grupo simple. Por el teorema de Jordan-Hölder todas las series de composición del grupo son equivalentes, teniendo la misma longitud y factores de composición salvo permutaciones e isomorfismos.
En 1982 se consiguió terminar una clasificación de los grupos finitos simples estableciéndose que todo grupo finito simple pertenece a una de 18 familias infinitas de tales grupos, con la excepción de 26 grupos, llamados grupos esporádicos. El mayor de ellos es conocido como grupo monstruo. Así, todo grupo finito simple puede ser:
- Un grupo cíclico de orden primo. Se tratan de los únicos grupos finitos simples abelianos. El famoso teorema de Walter Feit y John G. Thompson establece que todo grupo finito de orden impar es resoluble. Por tanto, todo grupo finito simple tiene orden par excepto si es un grupo cíclico de orden primo.

- Un grupo no abeliano de orden par que puede ser:
  - Un grupo alternado de grado al menos 5.
  - Un grupo de tipo Lie (no confundir con grupo de Lie, que son variedades diferenciables, luego nunca serán finitos) simple incluyendo:
    - Los grupos clásicos: Los grupos de las transformaciones proyectivo especial, unitarias, simplécticas u ortogonales sobre un cuerpo finito.
    - Un grupo de Lie excepcional o twisted incluyendo al grupo de Tits 2F4(2)′.

  - Uno de los 26 grupos esporádicos incluyendo al grupo "monstruo", construcción de Robert Louis Griess, a principios de 1980.[1]